# Sign In Please
Sign In Please — дебютный студийный альбом американской рок-группы Autograph, выпущенный в октябре 1984 года. Содержит «фирменную» песню группы «Turn Up the Radio», а также менее популярный хит «Send Her to Me», сопровождавшиеся видеоклипами.

## Об альбоме
По словам ведущего гитариста Стива Линча, запись и сведе́ние альбома заняли 30 дней: «Мы были опытными музыкантами и работали в студии быстро и как всегда хорошо подготовлены». Также он отметил, что их главный хит «Turn Up the Radio» был записан в конце сессии альбома Sign In Please и что в RCA не нашли достаточных оснований для его включения в релиз. Однако по строгому настоянию коллектива группы композиция была включена в альбом. Ни одна сторона не ожидала, что он получит такой успех у критиков, который привёл в 1985 году к получению альбомом статуса золотого.
«Turn Up the Radio» выпускалась на различных медиа-носителях и считается основной композицией метала 1980-х.

## Список композиций
| №   | Название                             | Автор(ы)                                                 | Длительность |
| --- | ------------------------------------ | -------------------------------------------------------- | ------------ |
| 1.  | «Send Her to Me»                     | Даг Фоксуорси, Стив Планкетт                             | 3:35         |
| 2.  | «Turn Up the Radio»                  | Планкетт, Стив Ишам, Рэнди Рэнд, Стив Линч, Кени Ричардс | 4:38         |
| 3.  | «Night Teen & Non-Stop»              | Фоксуорси, Планкетт                                      | 4:20         |
| 4.  | «Cloud 10»                           | Фоксуорси, Планкетт                                      | 3:37         |
| 5.  | «Deep End»                           | Планкетт                                                 | 4:19         |
| 6.  | «My Girlfriend’s Boyfriend Isn’t Me» | Фоксуорси, Ишам, Планкетт                                | 3:33         |
| 7.  | «Thrill of Love»                     | Ишам, Планкетт                                           | 3:59         |
| 8.  | «Friday»                             | Планкетт                                                 | 4:11         |
| 9.  | «In the Night»                       | Рэнд, Планкетт                                           | 3:56         |
| 10. | «All I’m Gonna Take»                 | Линч, Планкетт                                           | 5:42         |

## Участники записи
- Стив Планкетт — вокал, ритм-гитара
- Стив Линч — гитара
- Рэнди Рэнд — бас, бэк-вокал
- Стивен Ишам — клавишные, бэк-вокал
- Кени Ричардс — ударные
- Нил Кернон — продюсинг
- Нил Кернон, Эдди Делина — запись и микширование
- Берни Грандмен — сведе́ние

## Чарты
| Год  | Чарт                   | Позиция |
| ---- | ---------------------- | ------- |
| 1985 | Billboard — поп-альбом | 29      |

## Сертификация
| Организация | Уровень | Дата |
| ----------- | ------- | ---- |
| RIAA — США  | Золотой | 1985 |

## Видеоигры
- Grand Theft Auto: Vice City — «Turn Up the Radio»
- Alpha Protocol — «Turn Up the Radio»
- Grand Theft Auto: Vice City Stories — «All I’m Gonna Take».